# Lanton, Skottland
Lanton är en by i Jedburgh civil parish, Scottish Borders, Skottland. Byn är belägen 3 km från Jedburgh. Orten hade 100 invånare år 2001.